# Girolamo Alessandro Biaggi
Pour les articles homonymes, voir Biaggi.
Girolamo Alessandro Biaggi (né le 2 février 1819 à Calcio, près de Bergame, et mort le 21 mars 1897 à Florence) était un compositeur italien du XIXe siècle.

## Biographie
Élève de Nicola Vaccai et d'Alessandro Rolla, Girolamo Alessandro Biaggi fonda en 1847 et dirigea L'Italie musicale. Rentré en Italie en 1860 après un exil de 12 ans, il collabora à de nombreuses revues et journaux parmi lesquels La Nation (1866-1895). Il a écrit pour la Gazette d'Italia sous le nom de plume d'Ippolito d'Albano. Il fut enseignant d'esthétique musicale et d'histoire de la musique à l'Institut musical de Florence. Il composa deux œuvres théâtrales, un requiem, des chants et des romances.

## Publications
- La Riforma melodrammatica fiorentina.